# Réal Lemieux
Réal Lemieux (né le 3 janvier 1945 à Victoriaville, dans la province de Québec, au Canada — mort le 24 octobre 1975) est un joueur professionnel canadien de hockey sur glace qui évoluait au poste d'ailier gauche,.

## Biographie
Né à Victoriaville, mais ayant grandi dans la région de Sorel, Réal Lemieux a joué dans la LNH entre 1964 et 1974, notamment pour les Kings de Los Angeles. Il prit sa retraite à la fin de la saison 1973-74. Malheureusement, une fois à la retraite, il a développé un caillot sanguin au cerveau et en est mort le 24 octobre 1975 alors qu'il n'avait que 30 ans.